# Distrito de Ananea
Ananea ("Ciudad mas alta del mundo") es un distrito de la provincia de San Antonio de Putina, en el departamento de Puno, bajo la administración del Gobierno regional de Puno, en Perú. Tiene una población de 12,615 personas según el censo peruano de 2017. Limita al norte con la provincia de Sandia, distrito de Sina; al este con Bolivia; al sur con la provincia de Huancané, distrito de Quillcapuncu; y al oeste con el distrito de Putina.
Desde el punto de vista jerárquico de la Iglesia católica . Antes pertenecía a la Diócesis de Puno hasta que fue creado la prelatura de Ayaviri por el Papa Pio II el 30 de julio de 1958 a partir de la fecha perteneció a la prelatura de Ayaviri hasta la creación de la nueva Prelatura de Huancané que fue el 3 de abril de 2019 creado por el Papa Francisco y tomó como posesión de cargo de la nueva prelatura territorial de Santiago Apóstol de Huancané como primer Obispo prelado Mons. Giovanni Cefai el día 30 de junio de 2019 a partir de la fecha pertenece actualmente a la nueva prelatura de Huancané.

## Historia
El distrito fue creado el 2 de mayo de 1854, dentro de la jurisdicción de la provincia de Azángaro. Al crearse la provincia de Sandia el 30 de enero de 1875 pasa a constituir parte de ésta. Por Ley N.º 9965 de 15 de septiembre de 1944 toma la denominación de Ananea y por Ley N.º 25035 del 12 de junio de 1989 pasa a formar parte la provincia de San Antonio de Putina.

## Geografía
El distrito de Ananea se ubica a 4610 m s. n. m., en el sur de Perú caracterizado por sus yacimientos mineros metalíferos donde predomina el oro; así mismo un sector de la población se dedica a la crianza de camélidos sudamericanos. Ubicado en los Andes Centrales, en el flanco oriental, al sur de Perú, en la provincia de San Antonio de Putina, en la región Puno, El nevado de Ananea a 5852 m s. n. m. perteneciente a la cordillera de los Andes en su flanco oriental es un constante asiento en su base de campamentos mineros-informales sin medidas de seguridad, ni sanidad, esto debido a su potencial aurífero.
En el ámbito de distrito se hallan las cuencas:
- del río Grande (Carabaya), que desemboca en el Titicaca con el nombre de Río Ramis.
- del río Suches, que es usado para delimitar a la república de Bolivia con el Perú, y desemboca en el Titicaca en territorio boliviano.

Además los ríos también se pueden hallar varias lagunas como Sillacunca o Pampa Blanca, San Miguel, Suches, Inambari, Asnoqocha, Galloqocha, entre otras.
El clima de Ananea en general es gélido con constantes heladas, esto debido principalmente a la altura en la que se encuentra, registra temperaturas mínimas de hasta 27° Celsius bajo cero.

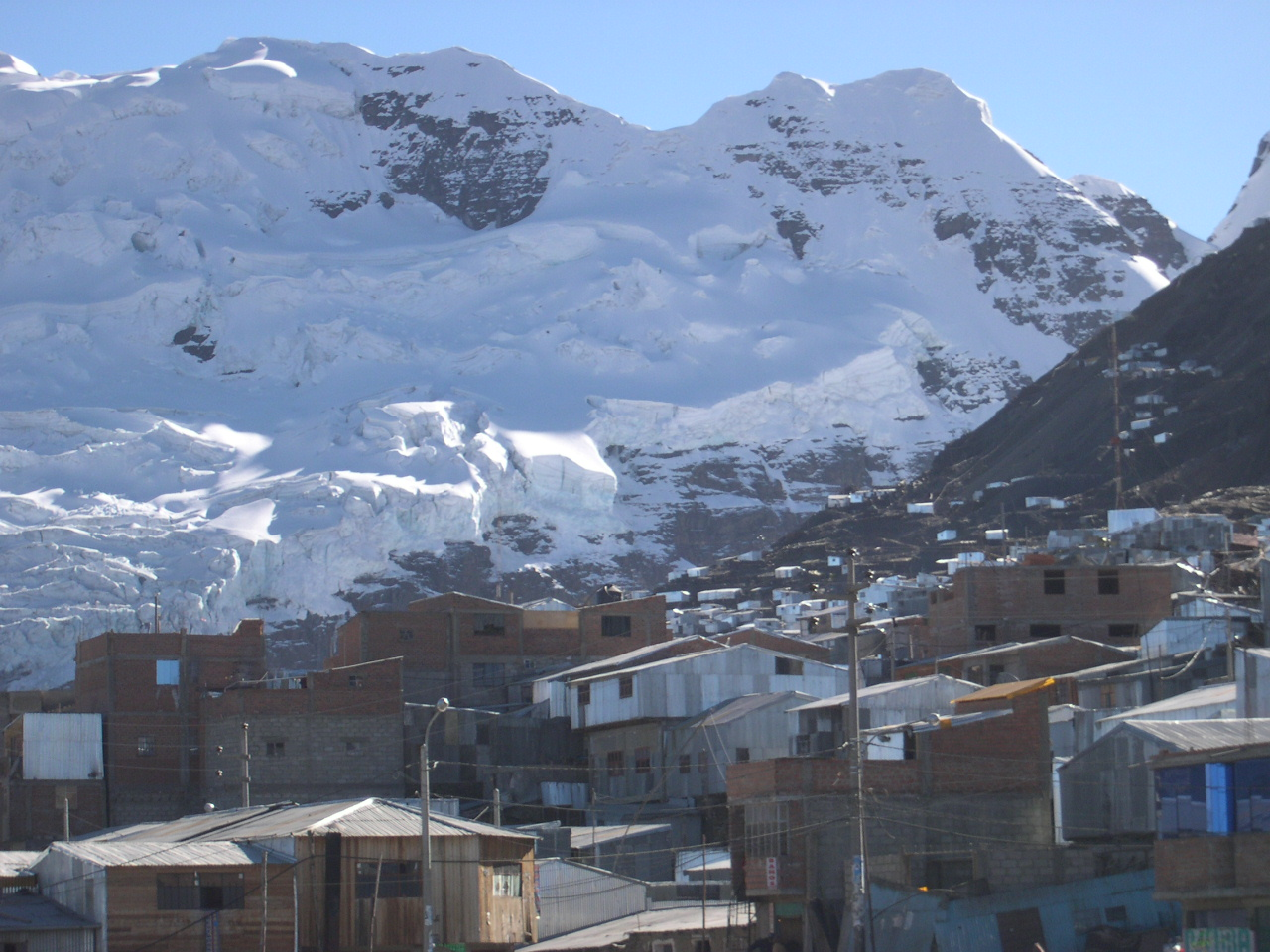
Centro poblado de La Rinconada

## Población
Según un reportaje de National Geographic, el incremento del precio del oro en un 235% entre 2001 y 2009 provocó un fuerte crecimiento en la población local, que alcanzaba los 30.000 habitantes en el año 2009, sin embargo, estos números fueron sobrestimados.
En el censo peruano de 1993 solamente registro 965 habitantes, en el censo peruano de 2007 la población del Distrito de Ananea, era de 20.572 personas (16.907 clasificadas como urbanas), registrando un aumento contundente de población producto de la actividad minera. Para el censo peruano de 2017, a raíz de la reducción del precio de oro internacional, la población se redujo a 12.615 personas (11.307 clasificadas como urbanas). 
Finalmente, la población del Distrito de Ananea en 1981 era de 2.707 personas, cuando la actividad minera era escasa o inexistente.
Los centros poblados de sus inmediaciones son: Ananea, Lunar de oro, Rinconada y Rittykucho.

## Centros poblados
- Ananea (Capital)
- Centro Poblado la Rinconada
- Centro Poblado Lunar de Oro
- Centro Poblado trapiche
- Centro Poblado Chuquine.

## Comunidades Campesinas
- Pampa Blanca
- San Miguel
- Chuquine
- Peña Azul
- Belén
- Trapiche
- Limata
- Cajón Huyo
- Casa Blanca
- San Juan de Viluyo

## Economía
El distrito de Ananea es esencialmente minero y ganadero (camélidos sudamericanos). El distrito cuenta con minas donde se explota oro filoniana y aluvial. En cuanto a ganadería, dadas las inmensas extensiones de pajonales y pastos naturales este distrito es un rico productor de ganado alpacuno y ovino en sector rural. El principal sistema de trabajo es la "Social Comunitaria", tanto en la minería como en la ganadería. La cooperativas Mineras y las Comunidades respectivamente

## Instituciones educativas
- Institución Educativa Inicial 821
- Institución Educativa Inicial San Santiago 1105
- Institución Educativa Primaria N.º 72132
- Institución Educativa Secundaria Técnico Industrial

## Equipos de fútbol de Ananea
Equipos de fútbol reconocidos por la Federación Peruana de Fútbol:
- Club Deportivo Estudiantes Chuquine (1983)[10]
- Club Deportivo "Los Ángeles" (1990)
- Lunar de Oro: En la Copa Perú 1994, llegó como uno de los dos representantes del departamento de Puno en la Región X.

## Autoridades

### Municipales
- 2023- 2026
  - Alcalde: PERCY OSCAR HUICHI MAMANI
  - Regidores:

  1. Felipe Condori Llungo
  2. Simona Julia Pomalique Carzales
  3. Hipólito Roger Mayta Condori
  4. Lidia Mamani Mullisaca
  5. Cristina Adela Romero Castillo

## Festividades
- La festividad más importante es la Santiago Apóstol de Ananea, la cual se celebra entre el 22 de julio y 3 de agosto.
- Otra festividad es la de la Virgen del Carmen llevada a cabo cada el 16 de julio, la misma que la gente de Ananea celebra con especial devoción.